# 卡羅來納扇尾鏢鱸
卡羅來納扇尾鏢鱸為輻鰭魚綱鱸形目鱸亞目河鱸科的其中一種，分布於美國北卡羅來納州、南卡羅來納州及維吉尼亞州的淡水流域，體長可達6.3公分，棲息在中底層水域。